# Marc Beaumont
Marc Beaumont (25 de noviembre de 1984) es un deportista británico que compitió en ciclismo de montaña en la disciplina de descenso. Ganó dos medallas de plata en el Campeonato Europeo de Ciclismo de Montaña, en los años 2005 y 2006.

## Palmarés internacional
| Campeonato Europeo | Campeonato Europeo    | Campeonato Europeo | Campeonato Europeo |
| Año                | Lugar                 | Medalla            | Competición        |
| ------------------ | --------------------- | ------------------ | ------------------ |
| 2005               | Commezzadura (Italia) | Medalla de plata   | Descenso           |
| 2006               | Commezzadura (Italia) | Medalla de plata   | Descenso           |